# Oni

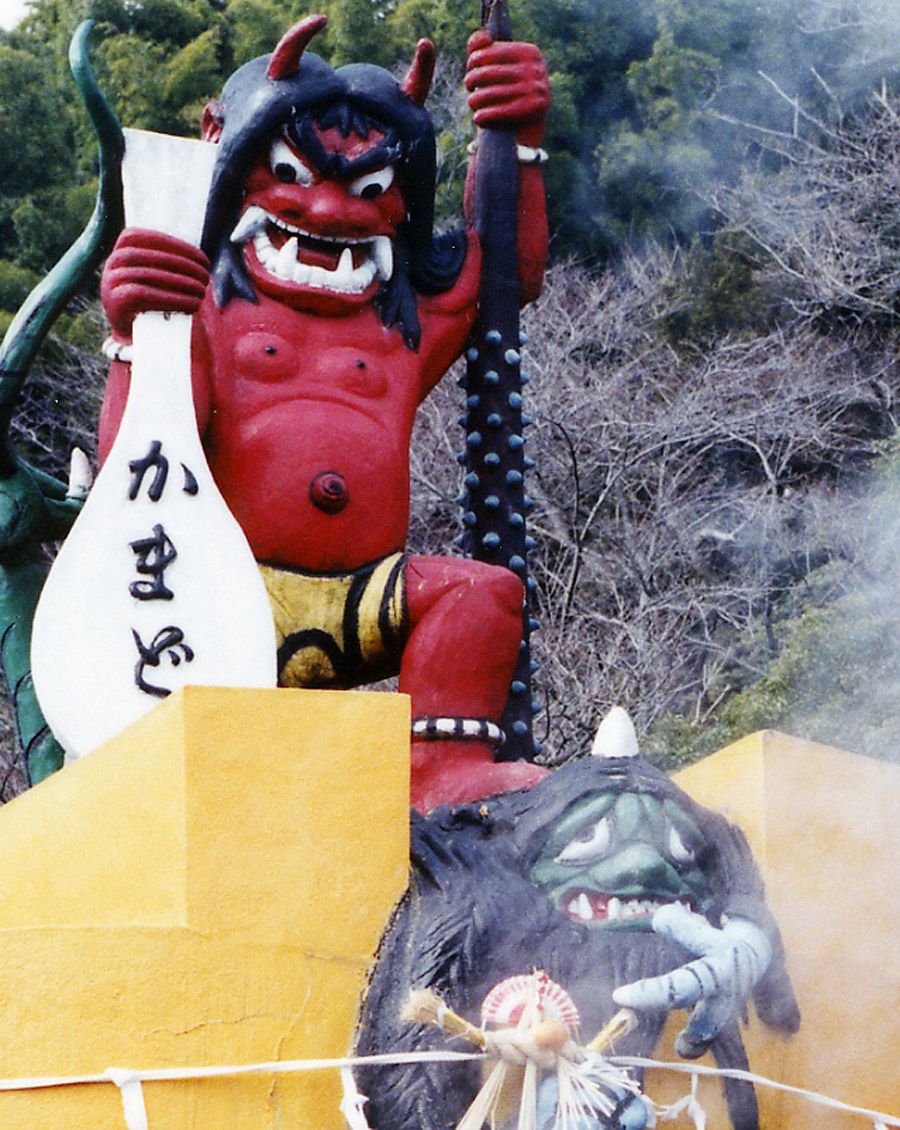
Statue eines Oni (in Beppu) mit der typischen Eisenkeule, einen glücklosen Schurken niederstampfend

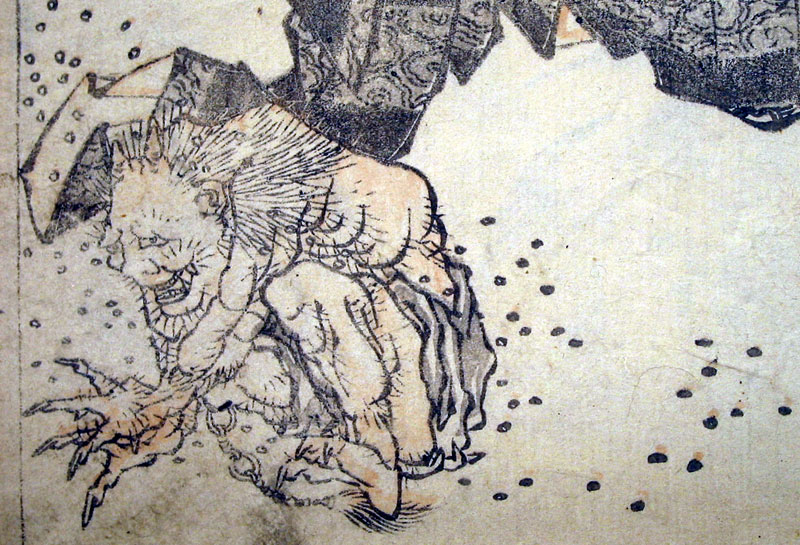
Ein Oni wird durch Bohnen vertrieben. Darstellung von Hokusai

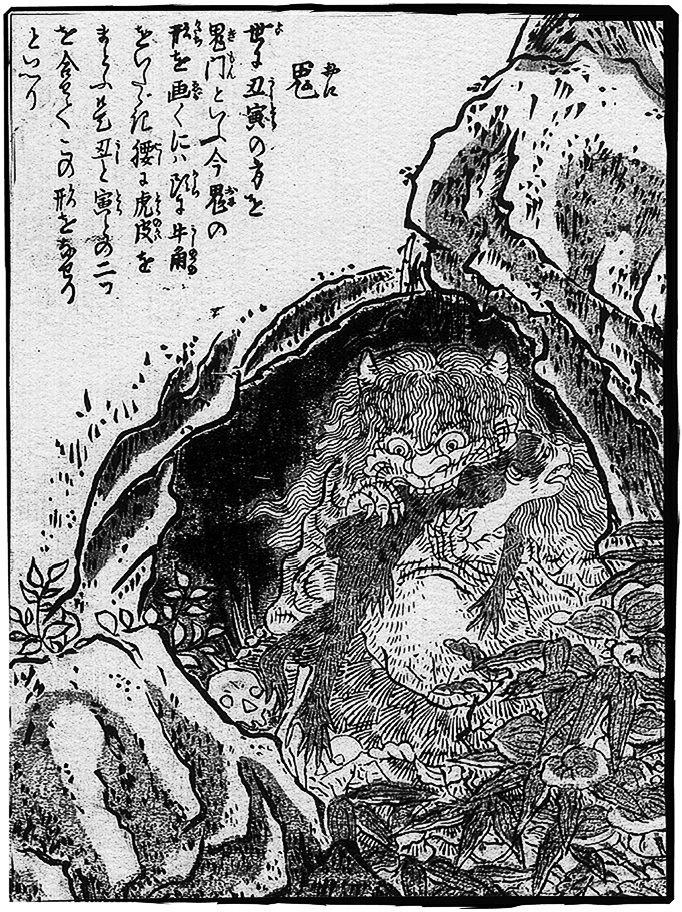
Oni nach Toriyama Sekien

Oni (japanisch 鬼) sind Yōkai aus der japanischen Mythologie. Die Vorstellung reicht vom einfachen neutralen Geist eines Verstorbenen über grimmig-dumme Oger-ähnliche Unholde bis zu abgrundtief bösen unbarmherzigen Dämonen.

## Erscheinung
Ikonografisch gehen Oni auf die indischen Rakshasa zurück. Sie werden gewöhnlich als hässliche riesige Kreaturen mit scharfen Klauen, wildem Haar und ein bis zwei Hörnern auf ihrem Kopf dargestellt. Meistens sind sie menschenähnlich, manchmal haben sie aber auch eine ungerade Anzahl von Augen oder überzählige Finger und Zehen. Ihre Haut ist von beliebiger Farbe, gewöhnlich jedoch rot, blau oder grün. Ihr grimmiges Erscheinungsbild wird untermalt durch einen Lendenschurz aus Tigerhäuten und eine eisenbewehrte Keule (金棒, kanabō), die sie tragen. Dieses Bild führte zu dem Ausdruck Oni ni Kanabō (鬼に金棒), wörtlich: „ein Oni mit Eisenkeule“, der „unbesiegbar“ bedeutet.

## Ursprung und Verhalten
Während das Erscheinungsbild der Oni den indischen Rakshasa entlehnt wurde, entstammt das Schriftzeichen dem Chinesischen, wobei damit „Geister von Verstorbenen“ (chin. gui) bezeichnet wurden.
Bereits in der Heian-Zeit wurden sie als Menschenfresser und allgemein als Gegenspieler der Menschen bzw. als Teufel dargestellt. Das Nihon Ryōiki nennt Vorfälle, in denen mono (ebenfalls 鬼 geschrieben) Menschen in den Wahnsinn trieben. Sie werden als Geister der Verstorbenen beschrieben, die zu Lebzeiten verbittert oder bösartig waren und nun die Lebenden verfluchen. Eifersüchtige Frauen, welche solche Oni wurden, wurden als Hannya (般若) bezeichnet. Andere der chinesischen Mythologie entnommene Beschreibungen sahen sie als Bewohner der Hölle wie die beiden Höllenwächter Gozu (牛頭 ‚Rinderkopf‘) und Mezu (馬頭 ‚Pferdekopf‘) an.
Eine bekannte Erzählung von Oni als Menschenfressern findet sich in Shuten Dōji, der nahe der Hauptstadt Heian-kyō sein Unwesen trieb, bis er von Minamoto no Yorimitsu erschlagen wurde.
Seit dem 10. Jahrhundert wurden Oni stark mit dem Nordosten (鬼門 kimon, deutsch ‚Oni-Tor‘) assoziiert, besonders in der Yin-Yang-Tradition. Tempel werden beim Bau oft danach ausgerichtet und japanische Gebäude besitzen manchmal L-förmige Einbuchtungen im Nordosten, um Oni abzuwehren; Enryaku-ji am Berg Hiei nordöstlich des Stadtzentrums von Kyōto und Kanei-ji in selbiger Richtung von der Burg Edo aus sind Beispiele dafür. Die japanische Hauptstadt selber bewegte sich im 8. Jahrhundert von Nagaoka-kyō nordostwärts nach Heian-kyō (Kyōto).
Ab dem 13. Jahrhundert finden sich aber auch Beschreibungen von eher tölpelhaften Oni. Diese Abschwächung des Boshaften setzte sich im Laufe der Zeit immer mehr fort, so dass sie auf den Ukiyo-e-Schnitten der Edo-Zeit eher schelmisch dargestellt werden.
Besonders im Frühling halten einige Dörfer alljährliche Zeremonien ab, um Oni zu verscheuchen. Während des Setsubun-Festivals werfen die Menschen Sojabohnen aus ihren Häusern und rufen Oni wa soto! Fuku wa uchi! (鬼は外!福は内!, Dämonen heraus, Glück herein!). Affenstatuen werden auch als Beschützer vor Oni angesehen, da das japanische Wort für Affe Saru gleichlautend mit dem für „verlassen“ ist.
Gegensätzlich zur boshaften Natur, gibt es auch positive Darstellungen von Oni. Japanische Gebäude besitzen manchmal „oni-gesichtige Dachziegel“ (鬼瓦, onigawara), von denen ebenfalls angenommen wird, dass sie Pech fernhalten, ähnlich den Wasserspeiern im Westen. Beim Hanamatsuri (Blumenfest) in Shidara treten als Oni verkleidete Tänzer (Sakaki-oni) auf, die mit ihrem Tanz Segen verteilen und böse Geister abwehren. In der Präfektur Akita gibt es wiederum einen Namahage genannten Brauch, bei dem der Besuch von Kami (raihōshin) aus den Bergen nachgeahmt wird, die unter anderem böse Geister abwehren sollen, wobei diese Kami hier in ihrem Erscheinungsbild Oni ähneln.
Als Lieblingsspiel der Oni gilt das Fangen, und so wird auch in dessen japanischer Fassung der Spieler, welcher an der Reihe ist, Oni genannt (dies gilt ebenfalls für Verstecken).